# Бибург (Долна Бавария)
Бибург (на немски: Biburg) е община в района на Келхайм в Долна Бавария, Германия с 1256 жители (към 31 декември 2017).
Бибург е споменат за пръв път през 1048 г. като Piburch. През 1132 г. се основава манастир Бибург.

## Личности
- Свети Еберхард, архиепископ на Залцбург, първият абат на манастир Бибург (1085/1089 до 1164)
- Хайнрих фон Бибург († 28 март 1084) е патриарх на Аквилея (1077 до 1084)
- блажената Берта фон Бибург, основателка на манастира на Бибург (1060 до 1130)